# Centro Cattolico Cinematografico
Centro Cattolico Cinematografico, grundad 1935, var en organisation knuten till den katolska kyrkan. Dess huvuduppgift var att granska alla filmer som producerades i Italien eller importerades från andra länder. Filmerna klassificerades efter hur lämpliga de ansågs vara för allmänheten. Resultaten publicerades med rekommendationer i tidskriften Segnalazioni Cinematografiche som började utkomma 1935 med två nummer om året. Organisationen utgav även 1937–76 den bredare filmtidskiften Rivista del cinematografo. Från 1970-talet har organisationens uppgifter och utgivning successivt övertagits av andra huvudmän och det övergripande ansvaret har sedan 1974 Commissione Nazionale per la Valutazione dei Film (CNVF). Centro Cattolico Cinematografico har genom organisatoriska förändringar i praktiken upphört att existera utan något officiellt slutår.